# Lenny Fernandes Coelho
Lenny Fernandes Coelho, eller bara Lenny, född den 20 mars 1988 i Rio de Janeiro, är en brasiliansk fotbollsspelare, anfallare i Madureira. Han har även spelat i Fluminense, SC Braga och Palmeiras.